# Ozealisson Santos Gomes
Ozealisson Santos Gomes, meglio noto come Júnior (Pão de Açúcar, 21 gennaio 1992), è un calciatore brasiliano, difensore del Lagarto.

## Caratteristiche tecniche
È un terzino destro.

## Carriera
Ha esordito fra i professionisti il 22 febbraio 2015 disputando con il CEO il match del Campionato Alagoano perso 2-1 contro l'ASA.

## Palmarès

### Competizioni statali
- Campionato Sergipano: 1

Confiança: 2024